# 尼娜·格魯津采娃
尼娜·亞歷山德羅芙娜·格魯津采娃（俄語：Нина Александровна Грузинцева；1934年4月7日—2021年10月17日），是苏联靜水皮划艇选手，在K-2 500米比賽中創出個人最佳成绩。格魯津采娃在1958年贏得K-2 500米世界冠军，在1957年和1961年贏得两次欧洲冠军；在1964年夏季奥运会排名第五；在单人和四人皮划艇项目获得欧洲奖牌。1955年至1968年间赢得18次全国冠军。退役后，格魯津采娃在1980年夏季奥运会担任裁判。